# Petites Sœurs de la Sainte-Enfance
Les Petites Sœurs de la Sainte-Enfance sont une congrégation religieuse féminine enseignante et hospitalière de droit diocésain. 

## Histoire
En 1843, l'abbé Étienne Bedoin (1790-1864), curé de La Valla-en-Gier, réunit 7 jeunes filles pour ouvrir des écoles. Le 2 mai 1849, elles forment officiellement une congrégation religieuse sous le nom de Sœurs de l'enfance pour instruire les enfants de familles pauvres vivant dans les hameaux trop éloignés de la commune et de visiter les malades. L’originalité de la fondation est que les sœurs vivent dans les hameaux par une ou deux, du lundi au vendredi, et viennent se ressourcer à la communauté en fin de semaine. La même année, Louis-Jacques-Maurice de Bonald encourage la communauté de douze religieuses et approuve les constitutions en 1865.
À partir des rafles de 1942, Marie-Louise Déléchenault (1896-1982) en religion Mère Marie de Jésus, supérieure du couvent de Lyon, rue Commandant Charcot, et son assistante Yvonne Laurent (1919-2014) en religion Sœur Louis de Gonzague, accueillent en 1943, à la demande de l'Œuvre de secours aux enfants, une vingtaine d'enfants ainsi que huit adultes, tous juifs pourchassés. Elles les hébergent, malgré la présence permanente de sentinelles devant le Fort Saint-Irénée occupé par les Allemands, juste en face du couvent. Les fugitifs séjournent dans la maison des sœurs le temps que les institutions juives leur trouve un abri durable. Lorsque les Camilliens, qui sont proches, les préviennent d'une rafle imminente, Mère Marie de Jésus évacue les enfants juifs par la porte arrière du jardin. Le sauvetage dure jusqu’à la Libération. Le 29 octobre 2000, Yad Vashem décerne à Marie-Louise Déléchenault et Yvonne Laurent, le titre de juste parmi les nations,.
Les sœurs s'installent au Burkina Faso en 1954 (à l’époque la Haute Volta) où les communautés se développent. Le noviciat est transféré dans ce pays en 1986 et depuis 2016 la supérieure générale y réside avec trois conseillères burkinabés.

## Fusion
Trois instituts ont fusionné avec elles:
- 1952 : Filles du Sacré-Cœur de Saint-Sauveur-en-Rue.

- 1957 : Les Franciscaines de Notre-Dame des Anges fondées en 1862 à Doizieux par le père Brat et Antoinette Chazet (Mère Marie-Claire) tous deux membres du Tiers-Ordre franciscain. Un autre monastère plus vaste est créé à Condrieu où les religieuses s'installent le  12 août 1868. Au début, elles sont uniquement contemplatives mais à la suite de la guerre de 1870, le couvent de Condrieu accueille des orphelines tandis que celui de Doizieux s'occupe du soin des malades à domicile. L'institut est reconnu le 9 octobre 1872 par Jacques Ginoulhiac, archevêque de Lyon[6].

- 1961 : Les Franciscaines de Notre-Dame.

## Activités et diffusion
Les sœurs se consacrent à l'enseignement et aux soins des malades
Elles sont présentes en France et au Burkina Faso.
La maison-mère est à Lyon.